# Lola B02/50
O Lola B02/50 é um carro de competição monoposto desenvolvido pela fabricante Lola, para uso na Fórmula 3000 Internacional de 2002 a 2004, até ser substituído pelo Dallara GP2/05 para a GP2, em 2006. O Lola B02/50 foi utilizado na Euroseries 3000 de 2007 a 2009.